# Połujanowicze
Połujanowicze, Półjanowicze – część wsi Ejsymonty Małe na Białorusi, w obwodzie grodzieńskim, w rejonie brzostowickim, w sielsowiecie Olekszyce.
W dwudziestoleciu międzywojennym zaścianek Połujanowicze leżał w województwie białostockim, w powiecie grodzieńskim, w gminie Brzostowica Mała.
Według Powszechnego Spisu Ludności z 1921 roku zamieszkiwało tu 51 osób, 39 były wyznania rzymskokatolickiego a 12 prawosławnego. 45 mieszkańców zadeklarowało polską przynależność narodową a 6 białoruską. Było tu 10 budynków mieszkalnych.